# Oupa Manyisa
Oupa Manyisa est un footballeur international sud-africain né le 30 juillet 1988 à Mohlakeng. Il évolue au poste de milieu terrain avec les Mamelodi Sundowns et l'équipe d'Afrique du Sud.

## Biographie
Oupa Manyisa commence sa carrière professionnelle à l'Orlando Pirates.
Il participe à la Coupe d'Afrique des nations 2013 avec l'équipe d'Afrique du Sud. Son équipe atteint les quarts de finale de la compétition.

## Carrière
- Depuis 2008 : Orlando Pirates ( Afrique du Sud)

## Palmarès

### Club
- Champion d'Afrique du Sud en 2011 et 2012 avec l'Orlando Pirates
- Vainqueur de la Coupe d'Afrique du Sud en 2011 avec l'Orlando Pirates